# Заозерний (Бурятія)
Заозерний (рос. Заозёрный) — селище Селенгинського району, Бурятії Росії. Входить до складу Міського поселення місто Гусиноозерськ.
Населення —  800 осіб (2015 рік). 